# إسبن بوردسين
إسبن بوردسين (بالنرويجية البوكمول: Espen Baardsen)‏ (مواليد 7 ديسمبر 1977) هو لاعب كرة قدم. يلعب مع منتخب النرويج لكرة القدم. سبق له أن لعب في كأس العالم لكرة القدم مع منتخب بلاده.

## روابط خارجية
- إسبن بوردسين على موقع الاتحاد الدولي (مؤرشف)  (الإنجليزية)
- إسبن بوردسين على موقع اتحاد النرويج (النرويجية)
- إسبن بوردسين على موقع قاعدة بيانات كرة القدم.إي يو (الإنجليزية)
- إسبن بوردسين على موقع ناشيونال فوتبول تيمز (الإنجليزية)
- إسبن بوردسين على موقع Soccerbase.com (لاعب) (الإنجليزية)
- إسبن بوردسين على موقع عالم كرة القدم.نت (الإنجليزية)